# Серпокрилець-вилохвіст
Серпокрилець-вилохвіст (Panyptila) — рід серпокрильцеподібних птахів родини серпокрильцевих (Apodidae). Птахи цього роду мешкають в Центральній та Південній Америці.

## Види
Виділяють два види роду Серпокрилець-вилохвіст:
- Серпокрилець-вилохвіст великий (Panyptila sanctihieronymi)
- Серпокрилець-вилохвіст малий (Panyptila cayennensis)